# Muzjitjok
Muzjitjok (ryska: Мужичок) är ett vattendrag i Belarus.   Det ligger i voblasten Mahiljoŭs voblast, i den östra delen av landet, 300 km öster om huvudstaden Minsk.
Omgivningarna runt Muzjitjok är en mosaik av jordbruksmark och naturlig växtlighet. Runt Muzjitjok är det glesbefolkat, med 19 invånare per kvadratkilometer.